# Mostec, Brežice
Mostec je naselje v Občini Brežice. Nahaja se ob cesti Brežice–Dobova in se na jugu dotika reke Save. V vasi stroji cerkev sv. Fabijana in Sebastijana, ki je podružnična cerkev Župnije Dobova.
Mostec je najbolj znan kot rojstni kraj slovenskega jezikoslovca Jožeta Toporišiča. Na njegovi rojstni hiši se nahaja spominska plošča. V vasi deluje še zadnji brod na Savi, ki povezuje Mostec s Termami Čatež. Na jugovzhodnem robu vasi se ob Savi ob protipoplavnem nasipu nahaja lokacija množičnega grobišča v protitankovskem jarku, ki je nastalo ob povojnih izvensodnih pobojih leta 1945. Lokacijo je 31. oktobra 2024 ob prazniku vseh svetih obiskal tudi celjski škof Maksimilijan Matjaž.

## Prebivalstvo
Etnična sestava 1991:
- Slovenci: 187 (93,5 %)
- Hrvati: 10 (5 %)
- Srbi: 1
- Jugoslovani: 1
- Ostali: 1

## Galerija
- Cerkev sv. Fabijana in Sebastijana
- Rojstna hiša Jožeta Toporišiča, Mostec 15
- Brod na Savi
- Lokacija »Grobišče v protitankovskem jarku« z lesenim križem leta 2025